# MTs-255轉輪式霰彈槍
MTs-255（俄语：МЦ-255）是一款由前苏联位於圖拉的武器研究局運動及狩獵武器中央設計研究局（TsKIB SOO）所研製、現由俄罗斯武器製造商KBP儀器設計廠所生產的5發式內置轉輪供彈式霰彈槍，提供多種鉛徑，包括23⁄4英吋或3英吋12號、20號、28號、32號和.410 bore的霰彈。

## 概述
MTs-255的獨特之處在於其前護木幾乎完全是從弹巢前端下部延伸出來的。該霰彈槍的重新裝填方式與大多數現代的左輪手槍一致，通過將彈巢解鎖，並將它從槍身向左下擺出。該霰彈槍亦具有良好的平衡和高品質的工藝。

## 改進型
MTs-255的民用型具有永久的木製槍托和前護木。可目前，它尚未獲得商業化生產，僅可通過訂購定做項目購入。
專為執法和安保機構而設計的MTs-255-12的警用型（發射12號23⁄4英吋和3英吋麥格農兩種霰彈），區別在於裝有黑色塑料製成的配件、折疊式槍托和一條用於附接瞄準裝置的皮卡汀尼導軌。

## 流行文化

### 电子游戏
- 2012年—《战争前线》：型號為MTs-255-12戰術型，命名為「MC 255 12」，为医疗兵专用武器，載彈量5发，拥有雪地迷彩改装版本，强化威力和射程。
  - 通常版本中国大陆服务器为高级解锁，欧美与俄罗斯版本为普通解锁，可以改装枪口配件（通用消音器、霰弹枪消音器、霰弹枪制退器）以及瞄准镜（EOTECH 553全息瞄准镜、绿点全息瞄准镜、红点瞄准镜、Aimpoint Comp M4S瞄准镜、Mojji Zero红点瞄准镜）；雪地迷彩改装版本可以通关生存模式地图“冷锋行动”或通过抽奖获得，可以改装枪口配件（通用消音器、霰弹枪消音器、霰弹枪制退器、霰弹枪刺刀）以及瞄准镜（EOTECH 553全息瞄准镜、绿点全息瞄准镜、红点瞄准镜、Aimpoint Comp M4S瞄准镜、Mojji Zero红点瞄准镜），配件自带迷彩涂装。
- 2012年—：型號為MTs-255-12戰術型，命名為「MTs-255」，載彈量5發，可以使用固定式槍托、短槍管、特殊消焰器、眼鏡蛇紅點鏡。
- 2013年—：型號為MTs-255-12獵用型，命名為「MTS-255」，造型上具有以支架安裝的戰術導軌和照明式瞄準具，發射12鉛徑3英寸鹿彈，載彈量5發，初始攜彈量為15發（聯機模式）和30發（滅絕模式），最高攜彈量為56發（戰役模式）、40發（聯機模式）和70發（滅絕模式），奇怪地彈巢鎖被視為保險。戰役模式之中由「聯邦」（Federation）軍隊與美國精銳部隊「魅影」（Ghosts）成員大衞·「碎甲彈」·沃克（David "Hesh" Walker）所使用；聯機模式時可以使用紅點鏡、全息瞄準鏡、消音器、制退器、前握把、重彈頭；滅絕模式時以1,500點取得，並可以使用射速增加。

## 圖集

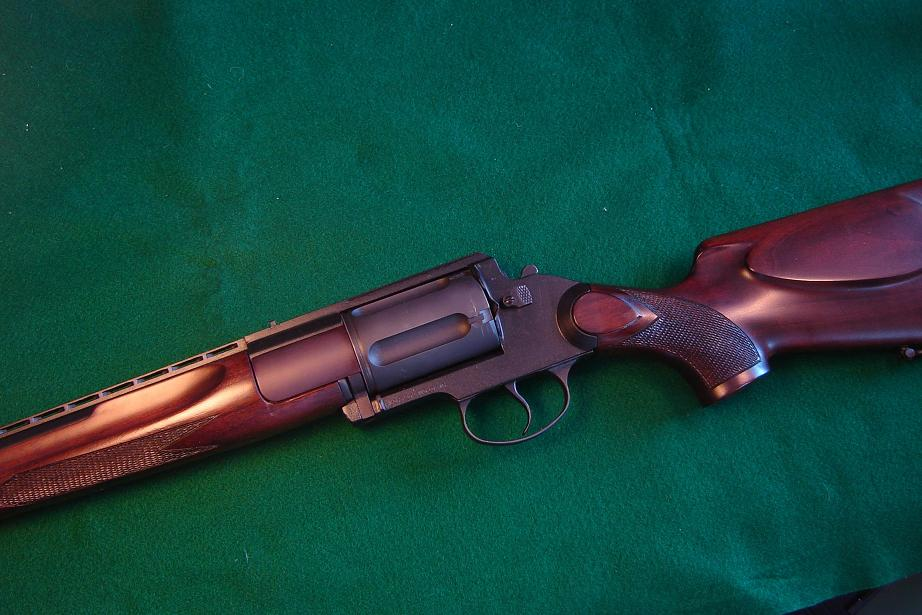
MTs-255霰彈槍的側視
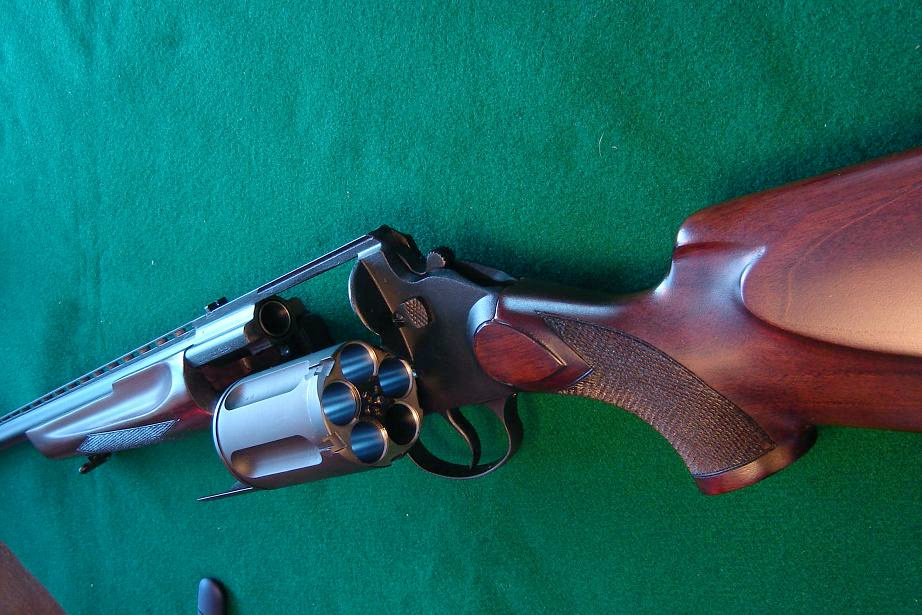
MTs-255霰彈槍的弹巢特寫
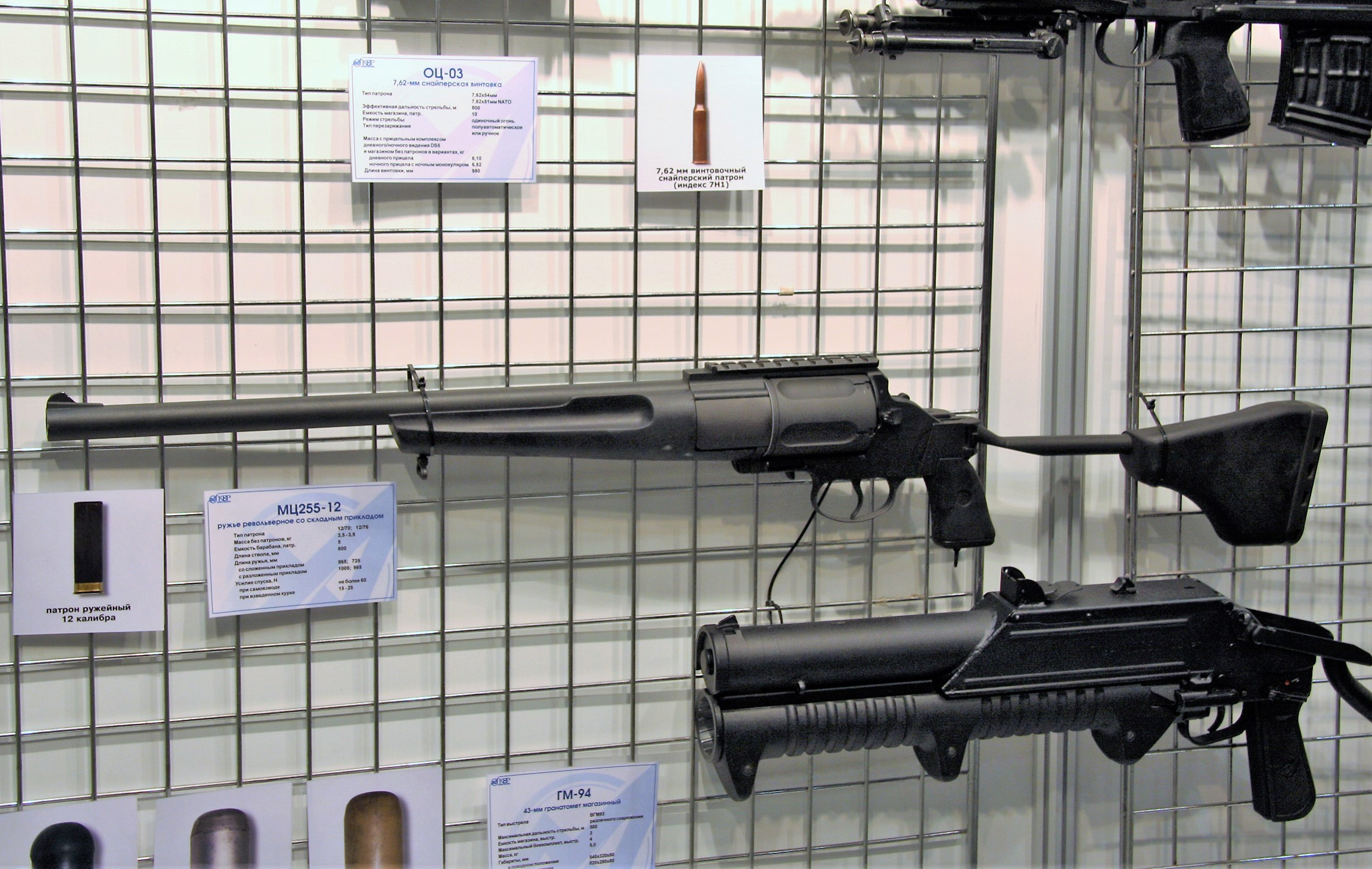
2009年俄羅斯國際軍警安防設備展（Interpolitex 2009）上展出的MTs-255-12警用型
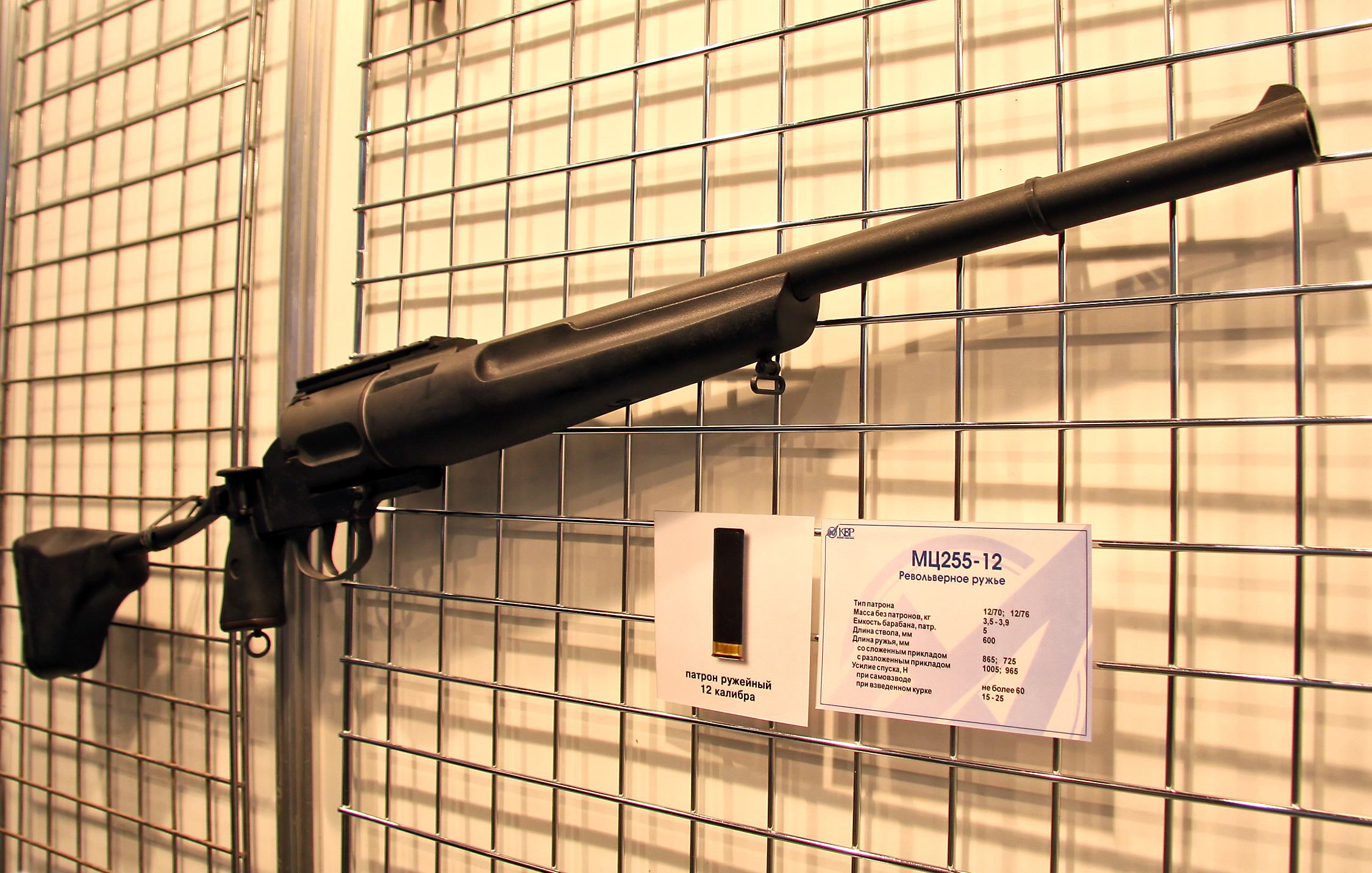
2010年俄羅斯國際軍警安防設備展（Interpolitex 2010）上展出的MTs-255-12警用型
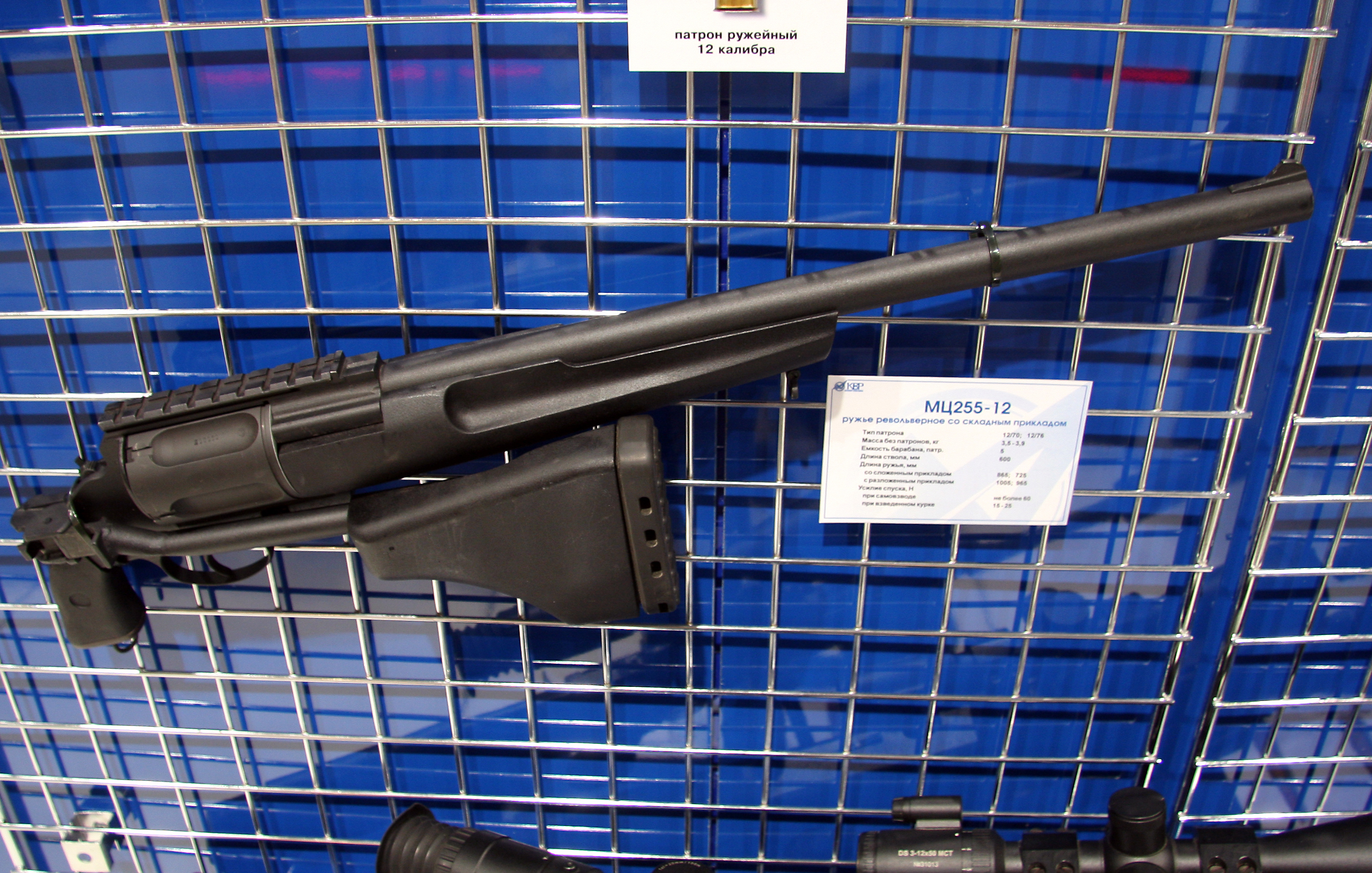
2010年工程技術國際論壇上的MTs-255-12警用型
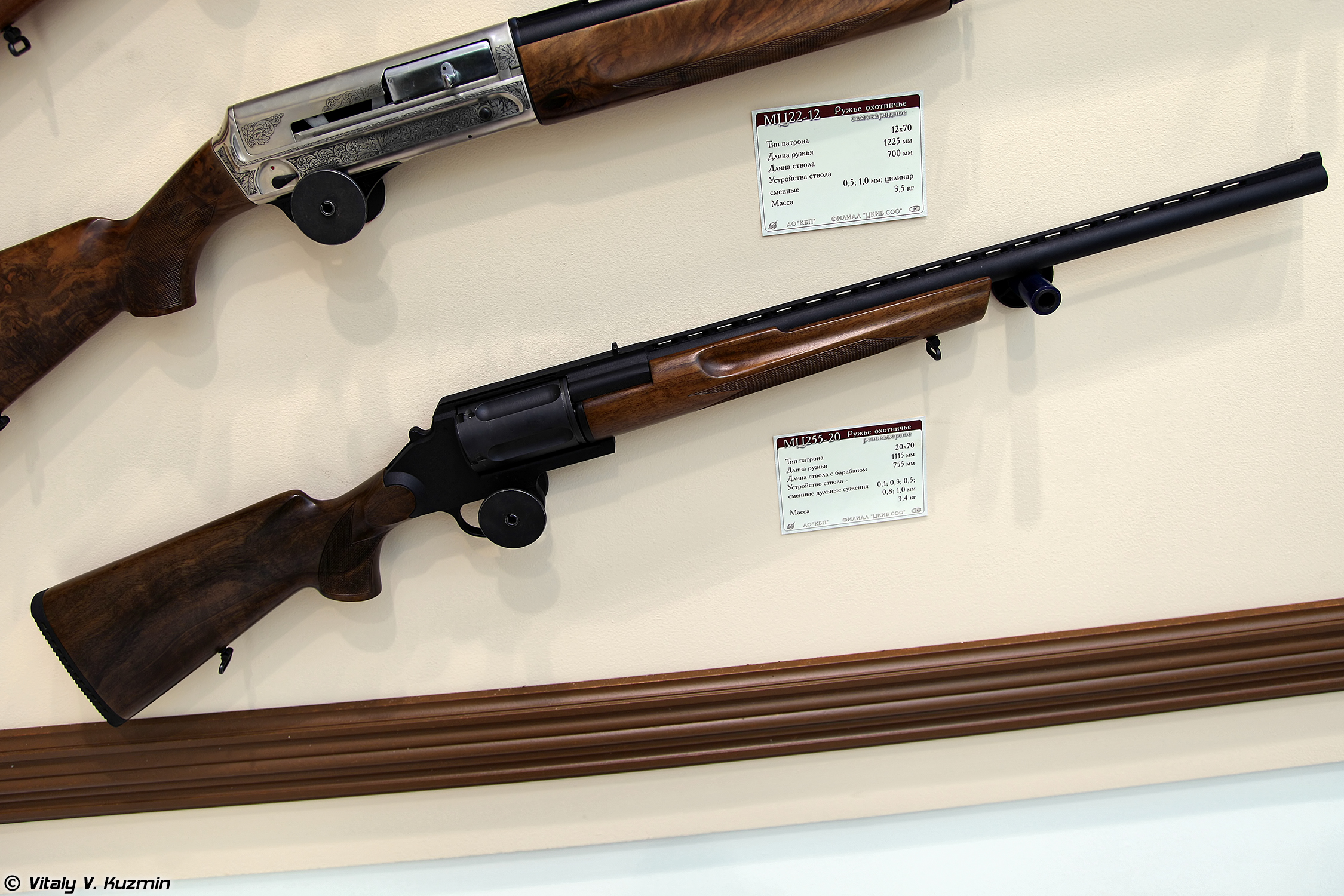
2015年武器及狩獵展（ARMS & Hunting 2015 exhibition）上展出的MTs-255-20民用型

## 外部連結
- （英文）—KBP Instrument Design Bureau—MЦ255 Revolver-Type Shotguns （页面存档备份，存于）
- （英文）—Modern Firearms—MTs-255 revolver shotgun （页面存档备份，存于）
- （俄文）—Hunting Shotguns （页面存档备份，存于） - TsKIB SOO
- （俄文）—МЦ 255-20 - охотничий револьвер.
- （俄文）—Барабанное ружье револьверного типа MC (МЦ) 255 12
- （俄文）—Saygoodgame.ru－МЦ 255-20: охотничий револьвер
- （俄文）—МЦ-255. Ружьё или револьвер? （页面存档备份，存于）